# برايان ستراتون
برايان ستراتون هو سياسي أمريكي، ولد في 6 سبتمبر 1957. نشط حزبياً في الحزب الديمقراطي.